# Nicolás Baisi
Nicolás Baisi (Buenos Aires, 15 de julio de 1964) es un eclesiástico y teólogo católico argentino. Es el obispo de Puerto Iguazú, desde mayo de 2020. Fue obispo auxiliar de La Plata, entre 2010 y 2020.     

## Biografía
Nació el 15 de julio de 1964, en la ciudad argentina de Buenos Aires, en el seno de una familia profundamente cristiana.
Hizo sus primeros estudios en el colegio “Don Jaime” de Bella Vista, partido de San Miguel en el gran Buenos Aires y al terminar sus estudios secundarios se inscribió en la facultad de Ingeniería de la UBA, donde permaneció cerca de dos años, hasta que se definió su vocación y entró en el Seminario Diocesano “Arcángel San Miguel”.

### Sacerdocio
Terminados sus estudios teológicos en la Facultad de Teología de la Universidad del Salvador (Colegio Máximo San José, de la localidad de San Miguel), fue ordenado sacerdote el 21 de noviembre de 1993, en la diócesis de San Miguel.
Desde 1999 hasta 2001, perfeccionó sus estudios con una Licenciatura en Teología en la Pontificia Universidad de Santo Tomás “Angelicum” de Roma.
Varios fueron sus compromisos pastorales: Antes de ir a Roma, fue vicario de la parroquia Inmaculado Corazón de María de la localidad de Los Polvorines.
La gran crisis económica de diciembre de 2001 lo encontró como vicedirector de Cáritas Diocesana, prodigándose con dedicación y eficacia para conseguir y distribuir ayudas.
En el año 2003 fue párroco de Nuestra Señora del Santo Rosario de la localidad de Grand Bourg, donde erigió varias capillas y reconstruyó la vida parroquial con varias iniciativas para los laicos.
También tuvo la dirección diocesana de la Catequesis y, por dos períodos, fue miembro del Consejo Presbiteral.
En el año 2007, el obispo de San Miguel monseñor Sergio Fenoy, lo llamó a dirigir el Seminario Mayor de San Miguel, donde él mismo se había formado, y donde ocupó el cargo de rector hasta el 8 de abril de 2010.

## Episcopado

### Obispo auxiliar de La Plata
El 8 de abril de 2010, el papa Benedicto XVI lo nombró obispo titular de Tepelta y obispo auxiliar de La Plata. Fue consagrado el 19 de junio del mismo año, a manos del arzobispo Héctor Rubén Aguer, en una ceremonia en la Catedral de La Plata.

### Obispo de Puerto de Iguazú
El 8 de mayo de 2020 (día de Nuestra Señora de Luján) , el papa Francisco lo nombró Obispo de Puerto Iguazú. Tomó posesión canónica el 5 de julio del mismo año, durante una ceremonia en la Catedral Virgen del Carmen.